# Quentin Johnston
Quentin T. Johnston (Temple, 6 settembre 2001) è un giocatore di football americano statunitense che milita nel ruolo di wide receiver per i Los Angeles Chargers della National Football League (NFL).

## Carriera universitaria
Johnston divenne titolare già nella sua prima stagione a TCU, ricevendo 22 passaggi e guidando la squadra con 487 yard ricevute, oltre a 2 touchdown. La sua media di 22,1 yard a ricezione fu la più alta della storia per un giocatore al primo anno della Big 12 Conference. L'anno seguente fu inserito nella formazione ideale della Big Ten dopo avere ricevuto 33 passaggi e avere guidato TCU con 612 yard ricevute e 6 touchdown su ricezione. Nel 2022 fu nuovamente inserito nella formazione ideale della Big Ten. Il 16 gennaio 2023 annunciò la sua intenzione di passare tra i professionisti.

## Carriera professionistica
Johnston fu scelto nel corso del primo giro (ventunesimo assoluto) del Draft NFL 2023 dai Los Angeles Chargers. Debuttò come professionista partendo come titolare nella gara del primo turno persa contro i Miami Dolphins ricevendo 2 passaggi per 9 yard. La sua stagione da rookie si chiuse con 38 ricezioni per 431 yard e 2 touchdown disputando tutte le 17 partite, di cui 10 come titolare.
Dopo una prima stagione al di sotto delle attese, nel secondo turno della stagione 2024 Johnston ricevette 5 passaggi per 51 yard e 2 touchdown nella vittoria sui Carolina Panthers. Nella settimana 9 ricevette 118 yard e un touchdown nella vittoria sui Cleveland Browns. Nell'ultimo turno fece registrare i nuovi primati personali in ricezioni (13) e yard ricevute (186) nella vittoria sui Las Vegas Raiders.